# Eleição municipal de Carapicuíba em 2016
A Eleição Municipal de Carapicuíba em 2016 foi realizada em 2 de outubro de 2016 para eleger um prefeito, um vice-prefeito e 17 vereadores no município de Carapicuíba, no Estado de São Paulo, no Brasil, como parte das eleições municipais federativas do Brasil.  O prefeito eleito foi Marcos Neves, do PV, com 56.85% dos votos válidos, sendo vitorioso logo no primeiro turno em disputa com seis adversários, Professora Sônia (PRB), Abraão Júnior (PSDB), Professor Ricardo Marcusso (PSOL) , Vanderlei Fernandes (REDE) , Prefeito Voluntário Luiz Teixe (PPL) e Luciano Leite (PT). A vice-prefeita eleita, na chapa de Marcos Neves, foi Gilmara Gonçalves do PSB.   os votos do Luciano Leite foram anulados, mas o total de votos que ele teve foi 3.105.
A disputa para as 17 vagas na Câmara Municipal de Carapicuíba envolveu a participação de 478 candidatos. O candidato mais bem votado foi o  Professor Ladenilson (PMB), que obteve 3.693 votos (2,00% dos votos válidos).

## História dos eleitos
Prefeito
Marcos Neves de 42 anos, seguiu os passos de seu pai, que foi prefeito de Carapicuíba de 1983 a 1988 e deputado estadual de 1991 a 1995. No ano 2000, com apenas 25 anos foi eleito vereador com 1.179 votos, sendo o mais votado na época. No ano seguinte, foi eleito Presidente da Câmara Oeste (Associação dos Vereadores da Região Oeste), uma entidade que é composta por sete municípios: Osasco, Carapicuíba, Barueri, Jandira, Itapevi, Santana do Parnaíba e Pirapora do Bom Jesus. Em 2012 foi candidato a prefeito de Carapicuíba e alcançou o segundo lugar, com 58.440 votos, perdendo para 130,664 votos.
Vice-prefeito
Gilmara Gonçalves de 43 anos, é filha de um mirante nordestino que criou seus 6 filhos com muita dificuldade. Começou a trabalhar aos 15 anos, após a morte de seu pai, formou-se em jornalismo e fez pós graduação na PUC-SP.
Vereador
LADENILSON JOSÉ PEREIRA nasceu no dia 06 de janeiro de 1968, em São Paulo e mudou-se para Carapicuíba em 1980, onde mora até hoje.
Sua candidatura foi pelo PMB-PARTIDO DA MULHER BRASILEIRA através da coligação PMB / PC do B - Renovar para Carapicuíba melhorar. Atua como professor de ensino médio. Concluiu a Habilitação Específica para o Magistério na Escola Estadual Manoel da Conceição Santos em 1986, e já começou a lecionar. Formou-se em História (Bacharelado e Licenciatura) em 1992 e Direito (Bacharelado) em 1998, ambos pela Universidade de São Paulo - USP e é registrado na OAB/SP sob o número 192.010. Possui também Mestrado em Educação pela Universidade Nove de Julho - UNINOVE, título alcançado em 2007.
FLAVINHO AMPERMAG nasceu em 15 de outubro de 1975 em Barueri - SP. Ligado ao Partido Republicano Progressista (PRP),como Mecânico de Manutenção antes de exercer o cargo de vereador.
RONALDO SOUZA nasceu em 3 de março de 1970, em Uba-MG.O vereador apresentou na Predefinição:Câmara Municipal de Carapicuíba, o Requerimento 35/2015, que pede a ampliação do efetivo da Guarda Municipal, visando proporcionar mais segurança ao cidadão carapicuibano.
FABIO FERNANDO DOS REIS SILVA é natural de São Paulo, no bairro da Lapa. Nasceu em 08 de outubro de 1978 e trabalhou por anos como ferroviário.
Sua candidatura foi pelo PSD-PARTIDO SOCIAL DEMOCRÁTICO através da coligação PSD / PRP - UNIDOS POR CARAPICUÍBA.
CESAR AUGUSTO é natural de Carapicuíba, nascido em 06 de junho de 1975, é bacharel em Direito e foi dirigente
da Sociedade Amigos de Bairro.Hoje é líder de governo da Câmara Municipal e têm ligação com o Partido Verde.

## Antecedentes
Na eleição municipal de 2012, Sérgio Ribeiro Silva, do PT, derrotou o candidato do PSB Marcos Neves no primeiro turno. Esse pleito foi marcado por uma reviravolta, pois Marcos havia sido apenas o segundo candidato mais bem votado no primeiro turno eleitoral e quatro anos depois, conseguiu ser eleito prefeito de Carapicuíba. Em 2012, Marcos era do PSDB - Partido Socialista do Brasil e sua vice era a Sonia Guilherme.

## Resultado da eleição para prefeito

### Primeiro turno
| Partido | Partido | Candidato | Votos       | Votos (%) |
| ------- | ------- | --------- | ----------- | --------- |
|         | PV      | Neves     | 102 287     | 56,85%    |
|         | PRB     | Sônia     | 67 794      | 37,68%    |
|         | PSDB    | Abraão    | 5 545       | 3,08%     |
|         | PSOL    | Marcusso  | 2 446       | 1,36%     |
|         | REDE    | Vanderlei | 1 470       | 0,82%     |
|         | PPL     | Teixe     | 383         | 0,21%     |
|         | PT      | Luciano   | 3,105       | 0%        |
| Totais  | Totais  | Totais    | 179 928,105 |           |

## Eleitorado

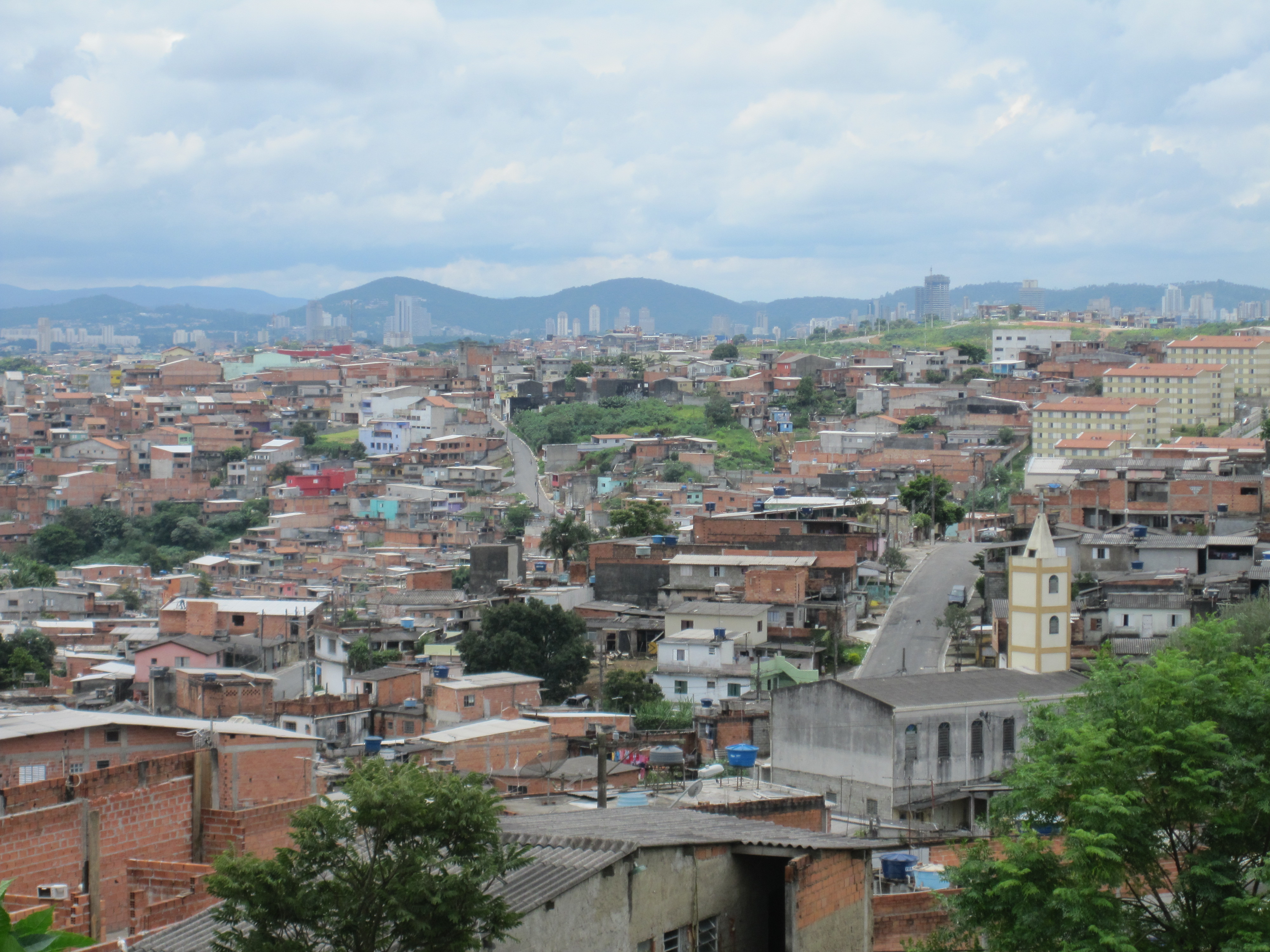
Vista panorâmica de Carapicuíba, em 2013

Na eleição de 2016, de 394.465 dos habitantes de Carapicuíba, 284.793 eram eleitores.

## Candidatos
Foram sete candidatos à prefeitura em 2016: Marcos Neves do PV, Professora Sônia Guilherme do PRB, Abraão Júnior do PSDB, Professor Ricardo Marcusso do PSOL, Vanderlei Fernandes do REDE, Prefeito Voluntário Luiz Teixe do PPL e Luciano Leite, do PT.
|  | Candidato(a)                   | Vice              | Partido | Coligação                                                             |
|  | ------------------------------ | ----------------- | ------- | --------------------------------------------------------------------- |
|  | Marcos Neves                   | Gilmara Gonçalves | PV      | "Novo rumo para carapicuíba (PV/PMN/PHS/PR/PSB/SD/PMDB/PSC)           |
|  | Professora Sônia               | Dr. Saraiva       | PRB     | "Vida Nova para Carapicuiba" (PRB/PDT/PMB/PC do B/PSL/PTC)            |
|  | Abraão Júnior                  | Elias Cassundé    | PSDB    | "Organizar para desenvolver" (PROS/PRP/PSDB/PEN/PSD/PPS/PRTB/PT do B) |
|  | Professor Ricardo Marcusso     | Emanuel Lima      | PSOL    |                                                                       |
|  | Vanderlei Fernandes            | Vagner Pitzalis   | REDE    |                                                                       |
|  | Prefeito Voluntário Luiz Teixe | José Fidelis      | PPL     |                                                                       |
|  | Luciano Leite                  |                   | PT      | "Juntos para Carapicuíba seguir mudando" PT/PSDC/PP/PTN               |

## Campanha
O deputado Marcos Neves,  começou uma campanha para que o emplacamento seja feito na cidade:
Segundo o censo do IBGE, Carapicuíba soma uma frota de 176.988 veículos. O Imposto sobre a Propriedade de Veículos Automotores (IPVA), pago anualmente, tem 50% dos recursos destinados ao município. A taxa é uma porcentagem sobre o valor venal. Assim, proprietários de veículos movidos a gasolina e biocombustíveis pagam 4%. O mesmo vale para picapes cabine dupla. Já veículos que utilizam etanol, eletricidade ou gás pagam 3%.  Utilitário, ônibus e motos pagam 2%, e os caminhões, 1,5% do valor venal.

### [17]Pesquisas
Em pesquisa da TV Nossa Cidade, divulgada em 21 de maio de 2016, Marcos Neves apareceu com 41,60% das intenções de votos. Em segundo lugar vem a vereadora Professora Sônia (PRB), com 19,20%, seguida pelo vice-prefeito Salim Reis (PSD),que aparece com 2,60% das indicações. Abraão Júnior (PSDB) está com 1,80%, enquanto o vereador Elias Cassundé (PPS) foi indicado por 1,40% dos entrevistados e o secretário de Governo da prefeitura, Dernal Santos (PT), por outros 0,60%. Uma parcela de 22,20% dos entrevistados não soube opinar e 8,80% dos votos foram brancos ou nulos.
Na pesquisa espontânea, na qual o nome do candidato não é indicado aos entrevistados, o deputado Marcos Neves também lidera, com 27% das intenções de voto, enquanto a Professora Sônia tem 12%. O vice-prefeito Salim Reis e o ex-prefeito Fuad Chuche (PDT) estão empatados, com 0,60% cada. O nome de Palmo tem 0,40%. Em seguida, empata 4 nomes, com 0,20% cada: os vereadores Abraão Júnior, Nenê Crepaldi (PPS) e Elias Cassundé, além do secretário Dernal Santos. Nesse cenário, 49, 60% dos entrevistados não tinha opinião e 9% dos votos foram brancos ou nulos.

Já Salim Reis tem o maior índice de rejeição apurado pela pesquisa. Ao responder a pergunta: “Se a eleição fosse hoje, em qual desses candidatos você não votaria para prefeito?”, o nome do vice-prefeito foi apontado por 12,40% dos entrevistados. Marcos Neves vem em segundo, com 9,6%, seguido pela Professora Sonia, com 8,80%. O vereador Elias Cassundé tem a quarta maior rejeição, de 5%, enquanto o também vereador Abraão Júnior somou 4,80% das indicações. Rogério Polita teve 2,80% dos apontamentos. Dernal aparece com 1%. Não souberam opinar 45,20% dos entrevistados e 10,40% dos votos foram brancos e nulos.
| de 4 a 7 de maio de 2016 |  | 21 de maio de 2016 | TV Nossa Cidade | SP 04441/2016 | TV Nossa Cidade S/A | 500 | ± 4% | 41,60% | 19,20% | 2,60% | 1,80% |  |  |

## Resultado
| Partido | Partido | Candidato | Votos       | Votos (%) |
| ------- | ------- | --------- | ----------- | --------- |
|         | PV      | Neves     | 102 287     | 56,85%    |
|         | PRB     | Sônia     | 67 794      | 37,68%    |
|         | PSDB    | Abraão    | 5 545       | 3,08%     |
|         | PSOL    | Marcusso  | 2 446       | 1,36%     |
|         | REDE    | Vanderlei | 1 470       | 0,82%     |
|         | PPL     | Teixe     | 383         | 0,21%     |
|         | PT      | Luciano   | 3,105       | 0%        |
| Totais  | Totais  | Totais    | 179 928,105 |           |

## Resultados

### Prefeito
No dia 2 de outubro, Marcos Neves foi eleito com 56,85% dos votos válidos.
| Candidato(a)                         | Vice                   | 1º Turno 2 de outubro de 2016 | 1º Turno 2 de outubro de 2016 |
| Candidato(a)                         | Vice                   | Votação                       | Votação                       |
|                                      |                        | Total                         | Porcentagem                   |
| ------------------------------------ | ---------------------- | ----------------------------- | ----------------------------- |
| Marcos Neves (PV)                    | Gilmara Gonçalves (PV) | 102.287                       | 56,85%                        |
| Professora Sônia (PRB)               | Dr. Saraiva (PRB)      | 67.794                        | 37,68%                        |
| Abraão Júnior (PSDB)                 |                        | 5.545                         | 3,08%                         |
| Professor Ricardo Marcusso (PSOL)    |                        | 2.446                         | 1,36%                         |
| Vanderlei Fernandes (REDE)           |                        | 1.470                         | 0,82%                         |
| Prefeito Voluntário Luiz Teixe (PPL) |                        | 383                           | 0,21%                         |
| Luciano Leite (PT)                   |                        | 3,105                         | 1,67%                         |
| Total de votos válidos               | Total de votos válidos | 179.925                       |                               |
| Votos em branco                      | Votos em branco        | 17.182                        |                               |
| Votos nulos                          | Votos nulos            | 30.125                        |                               |
| Total                                | Total                  | 47.307                        | 100%                          |